# Hiraea grandifolia
Hiraea grandifolia là một loài thực vật có hoa trong họ Malpighiaceae. Loài này được Standl. & L.O. Williams mô tả khoa học đầu tiên năm 1952.